# Veliki Bukovec
Veliki Bukovec ist ein Ort und eine Gemeinde in der Gespanschaft Varaždin in Kroatien. 2011 lebten in der Gemeinde 1438 Einwohner.

## Geschichte
Der Ort wurde im 16. Jahrhundert gegründet.
Seit 1643 war er im Besitz der Familie Drašković. 1745 bis 1755 baute Graf Josip Kazimir von Drašković ein Schloss als Mittelpunkt eines kleinen Gutsbezirks.
1945 verließen die Familienmitglieder das Land und kehrten um 1990 wieder zurück.

## Sehenswürdigkeiten
- Schloss, 1745/55
- Kirche des heiligen Franz von Assisi, 1820
- Barockkapelle mit ehemaliger Familiengruft der Familie von Drašković in der Nähe des Ortes